# Новомарковка
Новомарковка (на руски: Новомарковка) е село в Кантемировски район на Воронежка област на Русия, разположено на 10 km по автомобилен път от Кантемировка.
Административен център на селището от селски тип Новомарковское.

## География

### Улици
- ул. Восточная,
- ул. Комсомольская,
- ул. Ленина,
- ул. Мира,
- ул. Полевая,
- ул. Свободы,
- ул. Советская,
- пер. Центральный.

## История
Новомарковка възниква през 1762 г., когато командващият Слободския полк княз Кантемир отдава разпореждане на адютанта си, Григорий Маркин, да засел тези места. След година тук има хутор, в който живеят 169 души. Скоро обаче, за злоупотреба с власт командващият и адютантйт му са снети от длъжност. Жителите на Кантемировка и Марковка са приписани към богучарската казашка сотня.
През 1794 г. в Новомарковка има 220 къщи, а през 1859 г. – 404 къщи и 3592 жители. През 1871 г. е открит фелдшерски пункт, а към църквата е създадено енорийско училище.
През 1900 г. в Новомарковка има 576 къщи и 4071 жители, действаща църква, има няколко магазинчета, ежегодно се провеждат два панаира.
През март 1918 г. в селото е установена съветска власт. Първият председател на селския съвет е Дмитрий Василиевич Голиков, секретар – Фьодор Иванович Крупин. През лятото на 1918 г. селото е окупирано от германски войници. Селяните се вдигат на бунт и успяват да изгонят германците.
През 1926 г. в селото има 1500 къщи и 7 хиляди жители, две училища, пощенски клон, амбулатория. Установена е телефонна връзка с Кантемировка.
Известен жител на селото е Героят на Съветския съюз генерал-майор Анатолий Голубев (1908 – 1978).
По данни от 1995 г., в селото живеят 1450 жители. От 1981 г. в средното училище е създаден краеведски музей, посветен на историята на селото.

## Население
| 2010 |
| ---- |
| 1463 |